# はるのオールナイトニッポンR
はるのオールナイトニッポンR（はる-）は、2009年7月31日から2011年9月30日までニッポン放送の深夜番組オールナイトニッポンRで放送されたラジオ番組。ニッポン放送をキー局としたNRNの一部に毎月最終金曜日にのみ放送していた。

## 概要
- 元々パーソナリティであるはるは、2008年12月27日の当番組のパイロット版ともいえる特別番組（オールナイトニッポンRスペシャルナイト）を経て、「銀河に吠えろ!宇宙GメンTAKUYA」（以下Gメン）の金曜日に番組内コーナーを担当していた。その後2009年7月3日のGメンの中で、当番組が毎週最終金曜日に放送されることが明らかにされた。[1]
- スピリチュアル（占い）な内容が多かったGメン内でのコーナーに比べ、当番組では当初その色合いは薄く、むしろ彼自身よく聞いていたヘビーメタル・ハードロックや出身地の沖縄を紹介する番組になっていた。しかし、2010年6月の放送以降、再び「琉球ユタ」やヒーリング（癒し）を全面に押し出したスピリチュアルな放送に変更している。
- 放送開始から2010年3月26日までは、JRNネット局の中部日本放送(CBCラジオ)にネットしていた。しかしオールナイトニッポンRをネットしている独立局のラジオ関西は、当番組開始[2]からネットしていない。

## パーソナリティ
- はる（ミュージシャン・スピリチュアルカウンセラー）

## コーナー

### 現在
- 「琉球ユタはるのカウンセリング」
- 「不思議の国からの手紙」
- 「はるセレクション」

### 過去（2010年5月放送分まで）
- 「今すぐできる、運勢向上生活」
- 「島人はる」
- 「はるのロックJUKE BOX」

## 放送時間
※すべて毎月最終金曜日の放送。

### 27:00-28:30
- ニッポン放送（制作局）[3]

### 27:00-29:00
- STVラジオ
- 茨城放送
- 栃木放送
- KBS京都
- 九州朝日放送

### 27:00-28:00
- 西日本放送
- 南海放送
- 高知放送
- 熊本放送[4]